# King's Field II
King's Field II (キングスフィールドII?, Kingusu Fīrudo II) è un videogioco di ruolo del 1995 sviluppato e distribuito da FromSoftware. In Europa e negli USA è stato distribuito con il titolo di King's Field poiché il primo capitolo della saga non era stato esportato al di fuori dal Giappone

## Trama
Il gioco narra la storia del Principe Aleph e del suo viaggio per conquistare una spada leggendaria situata sull'isola di Melanat, per poterla restituire al Re di Verdite. L'isola è piena di pericoli e insidie e Aleph dovrà scoprire molti dei segreti celati.

## Accoglienza
Famitsū ha assegnato al gioco una valutazione di 35/40 mentre Electronic Gaming Monthly ha dato il voto 8,3/10.